# Campeonato Acreano 1998
In 1998 werd het 69ste Campeonato Acreano gespeeld voor clubs uit de Braziliaanse staat Acre. De competitie werd georganiseerd door de Federação de Futebol do Estado do Acre en werd gespeeld van 3 april tot 9 juni. Independêndcia werd kampioen. 

## Eerste toernooi
| Plaats | Club          | Wed. | W | G | V | Saldo | Ptn. |
| ------ | ------------- | ---- | - | - | - | ----- | ---- |
| 1.     | Rio Branco    | 5    | 4 | 1 | 0 | 15:4  | 13   |
| 2.     | Independência | 5    | 4 | 0 | 1 | 10:4  | 12   |
| 3.     | ADESG         | 5    | 3 | 1 | 1 | 7:3   | 10   |
| 4.     | Vasco da Gama | 5    | 2 | 0 | 3 | 8:11  | 6    |
| 5.     | Andirá        | 5    | 0 | 1 | 4 | 5:14  | 1    |
| 6.     | Atlético      | 5    | 0 | 1 | 4 | 2:11  | 1    |

|  | Geplaatst voor finaleronde |

## Tweede toernooi
| Plaats | Club          | Wed. | W | G | V | Saldo | Ptn. |
| ------ | ------------- | ---- | - | - | - | ----- | ---- |
| 1.     | Independência | 5    | 4 | 1 | 0 | 10:1  | 13   |
| 2.     | Rio Branco    | 5    | 3 | 2 | 0 | 13:0  | 11   |
| 3.     | ADESG         | 5    | 2 | 1 | 2 | 7:4   | 7    |
| 4.     | Vasco da Gama | 5    | 1 | 3 | 1 | 5:5   | 6    |
| 5.     | Andirá        | 5    | 1 | 0 | 4 | 2:14  | 3    |
| 6.     | Atlético      | 5    | 0 | 1 | 4 | 0:13  | 1    |

|  | Geplaatst voor finaleronde                        |
|  | Geplaatst voor finaleronde als beste niet-winnaar |

## Finaleronde
| Plaats | Club          | Wed. | W | G | V | Saldo | Ptn. |
| ------ | ------------- | ---- | - | - | - | ----- | ---- |
| 1.     | Independência | 2    | 1 | 1 | 0 | 2:1   | 4    |
| 2.     | Rio Branco    | 2    | 0 | 2 | 0 | 2:2   | 2    |
| 3.     | ADESG         | 2    | 0 | 1 | 1 | 3:4   | 1    |

|  | Kampioen |

### Kampioen
| Campeonato Acreano de 1998         |
| Acre                               |
| ---------------------------------- |
| INDEPENDÊNCIA Kampioen (12° titel) |